# Drżenie głosowe
Drżenie głosowe (drżenie piersiowe, łac. fremitus pectoralis) – drżenie wyczuwane przy dotykaniu ręką ścian klatki piersiowej osoby mówiącej, zwłaszcza przy wymawianiu dźwięcznych wyrazów, takich jak czterdzieści cztery lub angielskie ninety nine. Badanie drżenia głosowego ma na celu sprawdzenie przewodzenia fal dźwiękowych przez ściany klatki piersiowej.
- Wzrost drżenia głosowego występuje przy np. zapaleniu płuc.
- Zmniejszenie drżenia głosowego jest spowodowane obecnością ciała źle przewodzącego dźwięk między płucami a ścianą klatki piersiowej, co może świadczyć o odmie, niedodmie i rozedmie, obecności wysięku w opłucnej, zrostach opłucnej.